# Филип Кер
Филип Кер (на английски: Philip Kerr) е британски писател, автор на исторически трилъри и книги за деца.

## Биография и творчество
Филип Кер е роден на 22 февруари 1956 г. в Единбург, Шотландия, в семейство на баптисти. Още на 12 г. в училище се опитва да заработи пари като продава пикантни порно-съчинения за „наставление на съучениците си“. Първото му съчинение е открито в ръцете на негов съученик и той е заставен от баща си да го прочете пред майка си. Садистичното наказание продължава само няколко изречения преди тя да избяга, но Кер разбира какво е силата на думите. След това той става един от най-добрите ученици в колежа „Марвил“ в Нортхемптън. Когато е на 22 г., след смъртта на баща му, семейството се мести в Англия.
През 1974 – 1980 г. учи право в Университета в Бирмингам и получава магистърска степен. Завършва следдипломна квалификация по право и философия с насоченост към Германия и 20 век.
След дипломирането си работи като текстописец в различни рекламни агенции и вестници, като „Saatchi и Saatchi“, „Сънди таймс“, „Evening Standard“ и „New Statesman“. Извън работата си прави проучвания в библиотека „Винер“ (създадена от Алфред Винер през 1930 – 39 г. с интервюта на политически изгнаници, събрала множество архиви от нацистка Германия), пътува до Берлин, изучава фактите за първата половина на миналия век и историята на нацистите, времето на Ваймарската република, Втората световна война и Студената война. Пише пет романа, които никога не се публикуват, защото „Аз се учех на моя занаят“, както казва той.
През 1989 г. Кер публикува своя първи роман „March Violets“. С него стартира серията „Бърни Гюнтер“ и историята на едноименния главен герой. Бърни Гюнтер е частен детектив, вдовец, заслужил сержант от Първата световна война, язвителен, но с добро чувство за хумор, професионалист с 11 г. опит в полицията преди нацисткото ѝ прочистване, имащ познания и необходимите връзки, разрешаващ своите заплетени случаи между чашите алкохол и облаците тютюнев дим.
Същата година Кер напуска „London Evening Standard“, където работи последно и се посвещава на писателска дейност. През следващите две години завършва още два романа, след което трилогията е публикувана през 1992 г. в популярния сборник под наименованието „Берлин нощем“. Чак след 16 години Кер се завръща към своя герой Гюнтер с романа „The One From the Other“ и почти всяка година излиза ново произведение с неговите приключения и разследвания. Започвайки от 1930 г. Бърни Гюнтер развива своята дейност чак до Студената война.
След публикуването на трилогията „Берлин нощем“ Кер се обръща към други теми за своите романи, както свързани с исторически събития и загадки, така и с високо технологични мистерии. Прави проекти за филми в Холивуд, но те не са успешни (1 сезон на сериала „Grushko“ 1994) и той се установява за постоянно в Англия, за да пише.
След раждането на първите му деца той е подтикнат да се насочи и към написването на фентъзи произведения за тях. Опитът му е успешен и през 2004 г. дава началото на серията „Децата на лампата“.
През 1993 г. романът „March Violets“ получава френската награда за криминална литература „Roman d'Aventures“, а Кер влиза в списъка „Granta“ на най-добрите млади британски романисти. На следващата година романът „Dead Meat“ получава наградата „Le Masque de L'annee“ за роман на годината, а през 1997 г. наградата на „Deutscher Krimi Preis“ в международната и категория получава романът му „Един по един“ („Gridiron“).
Романът „If the Dead Rise Not“ получава през 2009 г. наградата „Le Point“, наградата „Crime Writers' Association Ellis Peters Historical Dagger“, наградата „RBA International“, наградата „Barry“ и е номиниран за „Best Hardcover P.I. Novel“.
Романът „Field Grey“ е номиниран за наградата „Едгар“ през 2011 г., получава наградата „CRIMEFEST eDUNNIT“ за най-добра е-книга и е в списъка на бестселърите на „Ню Йорк Таймс“.
Кер е женен за писателката и телевизионен водещ Джейн Тини. Живеят в Уимбълдън, Лондон, и имат три деца: Уилям (1993), Чарли (1996) и Наоми (2004).
Филип Кер умира на 23 март 2018 г. в Лондон.

## Произведения

### Серия „Бърни Гюнтер“

#### Трилогия „Берлин нощем“ („Berlin Noir“)
1. March Violets (1989)
2. The Pale Criminal (1990)
3. A German Requiem (1991)
други романи с Бърни Гюнтер
4. The One From the Other (2006)
5. A Quiet Flame (2008)
6. If The Dead Rise Not (2009) – награда „Бари“
7. Field Grey (2010)
8. Prague Fatale (2011)
9. A Man Without Breath (2013)
10. The Lady from Zagreb (2015)
11. The Other Side of Silence (2016)
12. Prussian Blue (2017)
13. Greeks Bearing Gifts (2018)
14. Metropolis (2019)

### Серия „Скот Мейсън“ (Scott Manson Thriller)
1. January Window (2014)
2. Hand of God (2015)
3. False Nine (2015)

### Самостоятелни романи
- A Philosophical Investigation (1992)
Философско разследване, изд.: ИК „Бард“, София (1998), прев. Юлия Чернева
- Dead Meat (1993)
- Gridiron (в САЩ – The Grid) (1995)
Един по един, изд.: ИК „Бард“, София (1997), прев. Ивелин Иванов
- Esau (1996)
- A Five Year Plan (1997)
- The Second Angel (1998)
- The Shot (1999)
- Пазителят на монетния двор, Dark Matter: The Private Life of Sir Isaac Newton. New York (2002)
- Hitler's Peace (2005)
Мирът на Хитлер, изд.: ИК „Бард“, София (2008), прев. Милена Илиева
- Prayer (2013)
- Winter Horses (2014)
- Research (2014)
- The Most Frightening Story Ever Told (2016)

### Документални книги
- The Penguin Book of Lies (1994; 1996)
- The Penguin Book of Fights, Feuds and Heartfelt Hatreds: An Anthology of Antipathy (1992; 1993)

### Книги за деца (под името П.Б.Кер)

#### серия „Децата на лампата“
1. The Akhenaten Adventure (2004)
Приключението Ехнатон, изд.: ИК „Бард“, София (2008), прев. Мариана Христова
2. The Blue Djinn of Babylon (2005)
3. The Cobra King of Kathmandu (2006)
4. The Day of the Djinn Warriors (2007)
5. The Eye of the Forest (2009)
6. The Five Fakirs of Faizabad (2010)
7. The Grave Robbers of Genghis Khan (2011)

#### Самостоятелни романи
- One Small Step (2008)